# Montmorillonite
Pour le groupe de la montmorillonite, voir Smectite
La montmorillonite est un minéral composé de silicate d'aluminium et de magnésium hydraté, de formule (Na,Ca)0,3(Al,Mg)2Si4O10(OH)2 · n H2O, et appartenant au groupe des smectites, de la famille des phyllosilicates. Elle est aussi appelée terre de Sommières.

## Données
- Surface externe : 20–90 m2/g[2]
- Surface interne : 700–800 m2/g[2], soit une surface totale d'échange de 800 m2/g en moyenne (très réactive)
- Espace interfoliaire (entre les feuillets) avec une distance (variable) entre les feuillets
- Substitutions isomorphiques présentes

## Feuillet
La montmorillonite est une argile de type 2/1, dite encore TOT (pour tétraèdre/octaèdre/tétraèdre). Cela signifie qu'un feuillet de montmorillonite est formé de trois couches : 
- une couche octaédrique Al(OH−)5O : 7 atomes pour 6 sommets + l'aluminium au centre. Les OH− et l'oxygène étant partagés entre les différents octaèdres qui composent la couche.
- et deux couches tétraédriques qui recouvrent de chaque côté la couche octaédrique à sa base; SiO4 : 5 atomes pour 4 sommets + le silicium au milieu. Les atomes d'oxygène étant partagés entre les différents tétraèdres qui composent la couche.

Les imperfections dans le cristal sont compensées par des cations inter-foliaires qui assurent la neutralité électrique du minéral.

## Gisements
Le nom vient de la localité française de Montmorillon, dans la Vienne où existait un filon aujourd'hui épuisé et de la localité de Sommières, dans le Gard. Des gisements de montmorillonite existent aux États-Unis (Utah, Wyoming, Texas). 
La montmorillonite est un minéral où existent des imperfections cristallines, d'où la présence de cations inter-foliaires liés au réseau. Dans la montmorillonite, cette compensation est principalement assurée par des ions sodium. Cependant, la montmorillonite n'a pas une composition unique, c'est en fait une famille où existent des minéraux similaires, très proches chimiquement et cristallographiquement, qui varient selon la nature et la concentration des cations qui assurent la compensation électrique.
Les montmorillonites sont des argiles largement répandues à la surface du globe. Les noms attribués sont souvent trompeurs car ils font référence, soit au site de provenance soit à la similitude de composition et de propriétés. Parmi les appellations : montmorillonite, bentonite (qui est un minéral industriel dont le composant majoritaire est la montmorillonite, mais n'est pas strictement une montmorillonite), beïdellite, etc.
Ce minéral a été détecté sur la planète Mars.

## Propriétés de gonflement
Une des propriétés les plus remarquables des montmorillonites est leur capacité de gonflement résultant de l'entrée d'eau dans l'espace entre les feuillets. Une montmorillonite dispersée dans l'eau donne très facilement une suspension colloïdale stable.

Leurs propriétés de plasticité et d'imperméabilité sont également très recherchées dans l'industrie.
Cette aptitude au gonflement, et inversement au retrait (collapsus des feuillets argileux, lors de la dessiccation) pose des problèmes notables sur le plan de la géotechnique, en provoquant des déplacements parfois importants aux fondations au gré des variations d'humidité du sous-sol.
En présence de sels (comme du chlorure de sodium ou des sels de calcium), la montmorillonite ne présente pas de propriétés de gonflement. D'autre part, une suspension colloïdale de montmorillonite qui a obtenu son gonflement par préparation dans de l'eau douce perd ses propriétés et flocule en cas de contamination par du sel.

## Utilisation
La montmorillonite est utilisée principalement pour les qualités colloïdales qu'elle procure. Préparée en broyage jusqu'à obtention d'une poudre fine on l'emploie dans une multitude de domaines, seule ou en mélange.
Parmi les utilisations principales : adjuvant dans les charges minérales, échangeur de cations, adjuvant de filtration, sables de fonderie pour la réalisation des moules, agent de viscosité pour des dispersions, réalisation d'ouvrages de travaux publics (principalement exécution des excavations dites à parois moulées et creusement des tunnels par tunneliers à pression de boue), préparation des fluides de forage (forages d'eau, forages géothermiques, forages pétroliers) et des utilisations pharmaceutiques.
En pharmacie, la montmorillonite est employée principalement pour ses propriétés d'adsorption sur les muqueuses. On l'utilise alors sous forme de suspension dans de l'eau douce. Ses principaux domaines d'emploi sont les traitements d'affections œsogastroduodénales, où la montmorillonite peut être utilisée seule ou en complément dans les traitements contre les douleurs ou dysfonctionnements gastriques, les diarrhées et des gastro-entérites. Elle est employée comme support pour préparation d'onguents, et est réputée très efficace pour soigner les crevasses sur les seins pendant l'allaitement. Après la tétée, lorsque le mamelon a séché, un saupoudrage d'argile permet d'aider à la cicatrisation des crevasses. Il suffit de frotter le mamelon avant de redonner le sein au bébé.[réf. souhaitée]
L'ulcère de Buruli se traite également par application d'argile de ce type.
Sous forme de poudre, la montmorillonite était un ingrédient de base classique pour réaliser des shampoings secs.
Sous le nom de terre de Sommières, elle est utilisée comme détachant naturel à sec sur diverses surfaces tels que les tapis, cuirs fragiles (agneau plongé) et textiles délicats (soie).
Selon une étude du CHU de Nice, elle serait efficace contre les punaises de lit.

## Agriculture

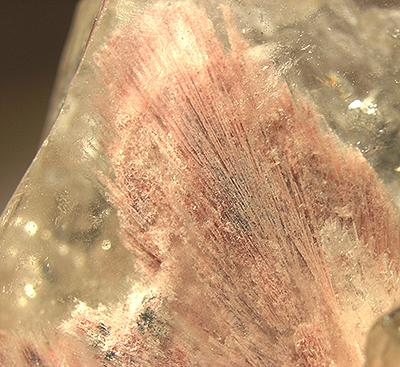
Photo d'un quartz poli (pierre transparente) sur lequel reposent des cristaux de montmorillonite (dépôt rosé).

La montmorillonite est le constituant principal des argiles gonflantes, qui ont la propriété de créer de larges fentes de dessiccation en période de sécheresse. Ces fentes peuvent être profondes d'un mètre et assurent un travail du sol en profondeur. Ainsi des saisons marquées permettent d'effectuer une préparation du sol seulement avant le semis.
Ces caractéristiques proviennent de l'agencement de ses feuillets dans un contexte de pH adéquat (présence d'ion calcium qui pontent les feuillets entre eux).
En agriculture, ces caractéristiques sont appréciées car elles permettent de limiter l'irrigation artificielle par l'augmentation en réserves utiles qu'elles apportent au sol cultivé.

## Déchets radioactifs
Les couches d'argile riches en smectites sont un des principaux types de formations géologiques envisagées avec le granite et le sel pour le confinement des déchets radioactifs de haute activité. En France, la possibilité d'un stockage en profondeur et réversible a fait privilégier les argiles comme choix principal. Le laboratoire souterrain construit par l'ANDRA et localisé à Bure est situé dans la couche argileuse du Callovo-Oxfordien (COx) à 500 mètres de profondeur.
L'emploi des argiles gonflantes (smectite, bentonite, montmorillonite) est également très étudié pour le remplissage des galeries des dépôts souterrains de déchets de haute activité. La faible perméabilité à l'eau et la forte sorption des radionucléides à la surface des minéraux argileux en font un matériel de choix pour le confinement des déchets radioactifs.
Il est également prévu d'utiliser les bentonites pour les bouchons de scellement des galeries et des puits en contact avec les aquifères encaissant.

## Autres noms
- terre à foulon
- terre de Sommières ou poudre de Sommières
- terre de Carpentras
- argile verte